# Aliança de Salvació de Somàlia
L'Aliança de Salvació de Somàlia fou una agrupació de forces que es va formar la primera meitat de 1992 a un districte de Muqdisho controlat per Ali Mahdi Mohamed. Mahdi s'havia autoproclamat president quan el Congrés de la Somàlia Unificada va ocupar la capital del país (sense l'acord de l'organització i sense prou suports) el 28 de gener de 1991. El juny de 1991 Muhammad Fara Hassan, àlies Aydid fou elegit president de l'organització amb dos terços dels vots però Mahdi no va voler dimitir i va formar la seva pròpia facció. L'octubre del 1991, Mahdi va formar un govern amb 8 ministres que tenia el suport d'Itàlia però al cap de poc va esclatar la lluita oberta amb Aydid. Mahdi va buscar aliats per formar una aliança que pogués fer front al seu rival.
En foren part: 
- Congrés de la Somàlia Unificada, facció d'Ali Mahdi Muhammad
- Front Nacional Somali de Muhammad Siyad Hersi, àlies Morgan
- Moviment Patriòtic Somali, acció de Gabyow
- Organització Muke de Somalis Africans
- Moviment Democràtic Somali
- Unió Democràtica Nacional Somali
- Unió Nacional Somali
- Front Democràtic de Salvació de Somàlia
- Moviment Nacional del Sud de Somàlia-facció
- Congrés de la Somàlia Unificada, facció d'Osman Hassan Ali ‘Atto' separada d'Aydid (el 2001 va sortir de l'Aliança i es va aliar a Hussein Mohamed Farrah Aydid jr)
- Aliança Democràtica de Somàlia
- Front Unit Somali
- Partit Unit Somali

Les Nacions Unides van intervenir el 1992. Després de la Conferència de pau d'Addis Abeba (1993) el Congrés de la Somalia Unificada de Mahdi fou conegut en endavant com Congrés de la Somàlia Unificada-Aliança de Salvació de Somàlia, mentre la seva rival fou anomenada Congrés de la Somàlia Unificada-Aliança Nacional Somali, i aviat només Aliança Nacional Somali, per l'escassa entitat dels altres tres grups. Els dotze grups (13 inicialment) conserven estructura separada i el seu comandament està basat en el cap del clan o sub clan.
Les forces de l'ONU van sortir el 3 de març de 1995. El juny de 1995 Aydid es va proclamar president; les lluites contra Mahdi es van reprendre, i Aydid va morir en un combat a Mogadiscio el 2 d'agost de 1996, però el va succeir el seu fill, Hussein Farrah Aydid junior. El 17 de desembre de 1996, Ali Mahdi Mohamed va atacar Hussein Aydid jr a Mogadisció, i es va combatre durament durant 5 dies amb 135 morts.
El 3 de gener de 1997 es va establir l'anomenat Consell Nacional de Salvació, incloent totes les faccions, amb 41 membres, amb una direcció col·lectiva de cinc que foren Ali Mahdi Muhammad, Osman Hassan Ali Ato, Abdulkadir Muhammad Aden Zoppo (Moviment Democràtic Somali, mort el +2002), Abdullahi Yusuf Ahmad (Front Democràtic de Salvació de Somàlia) i Aden Abdullahi Nur Gabiyow (Moviment Patriòtic de Somàlia facció Gabiyow).
El 22 de desembre de 1997, a la conferència de pau entre l'administració Salbalar (Ali Mahdi) i el grup Soodare (Aydid), Muhammad Ali Mahdi personalment, i el seu grup, va renunciar a la presidència per la Declaració del Caire, al mateix temps que ho feia el seu rival Hussein Aydid jr.
El 20 de març de 1998, Ali Mahdi Mohamed i Hussein Farrah Aydid jr, van establir un pla de pau que preveia compartir el poder a Mogadisció, posant fi a lluites faccionals que havien durant 7 anys. Musa Sudi Yalahow, lloctinent de Mahdi, s'hi va oposar i va tenir el suport de la facció d'Osman Ali Atto i Hussein Haji Bod. Va esclatar la lluita entre milicians lleials a cadascun fins a un alto el foc el 15 de març que es va trencar el 17 i es va restablir el 18. Yalahow prengué el control de la radio i altre equipament del seu rival i abans cap.
El 2001 es va aliar al Consell de Reconciliació i Restauració de Somàlia (o Somali) d'Hussein Aydid, mentre el seu lloctinent Omar Muhamoud Finish era partidari del Govern Nacional de Transició (GNT).
El desembre del 2001 va dominar l'aeroport de Jazira. La possessió d'aquest i de zones de Mogadisció va enfrontar a les dues faccions; es va fer un alto el foc però la lluita es va reprendre el 26 de febrer de 2002. Finalment Finish es va assegurar el control però Yalahow va mantenir part de les seves posicions incloent l'aeroport de Daynille. La lluita seguia el 2003. El 2004 Yalahow, Finish i Mahdi van acceptar i participar en el Govern Federal de Transició i foren membres del Parlament Federal de Transició de 275 membres, 61 de cadascun dels quatre majors clans i 31 de la resta (format l'octubre del 2004).
El febrer de 2006 el CSU/ASS de Yalahow, Mahdi i Finish es va unir a l'Aliança per la Restauració de la Pau i Contra el Terrorisme. En les lluites contra la Unió de Corts Islàmiques de Somàlia va ocupar un hospital de la Creu Roja i va impedir tractar altres ferits i fou acusat davant el Tribunal Penal Internacional. El 5 de juny es va retirar de Mogadisció cap a Balad (30 km al nord) que també va perdre dies després. El primer ministre del GFT Ali Mohammed Ghedi el va destituir de tots els seus càrrecs.
El 6 de gener de 2007 va retornar a Mogadisció del seu exili, però finalment va acceptar desarmar les seves milícies el 17 de gener